# Camponotus gigas
Camponotus gigas is een grote mier die leeft in het regenwoud van Zuidoost-Azië. Het is een van de grootste mieren ter wereld.

## Uiterlijke kenmerken
Het is een grote mier met een zwarte kop en borststuk. Het achterlijf is bruin. Werksters meten 20,9 millimeter en soldaten 28,1 millimeter.

## Leefwijze

### Voedsel
Hun voedsel bestaat voornamelijk uit honingdauw (90%) maar ook insecten en uitwerpselen van vogels staan op het menu.

### Het nest
De kolonie bestaat uit ongeveer 7000 werksters, eventueel verspreid over acht tot veertien verschillende nesten. Sommige mieren gaan overdag naar buiten maar 's nachts komen er massa's werksters uit het nest om in het bladerdek op zoek te gaan naar voedsel.

#### Grensbewaking
Camponotus gigas vertoont goed ontwikkeld territoriaal gedrag. Kolonies verdedigen hun gebied tegen soortgenoten en andere soorten. Tijdens deze verdediging kunnen er heftige gevechten ontstaan.
Aan de grens liggen zogeheten 'baraknesten'. Deze bevatten naar verhouding meer soldaten die tijdens grensdisputen rituele gevechten voeren met andere mieren van dezelfde soort. Bij deze 'gevechten' gaan twee mieren op hun achterpoten staan en slaan elkaar met hun voorpoten. De mier die het langst op zijn achterpoten kan blijven staan en zijn tegenstander weet om te gooien, wint. Deze gevechten duren dagen en soms zelfs weken waarin de mieren nacht op nacht het tegen elkaar opnemen.

#### Territorium
Nesten worden vaak gemaakt in de bodem van het regenwoud, maar het territorium zelf kan zich uitstrekken tot in de hoogste bomen. Een volledig territorium kan wel 8000 m² bestrijken.

## Verspreiding
Camponotus gigas komt voor in regenwouden, lage veengronden, mangroves en bergwouden in Zuidoost-Azië. Hij komt voor in onder andere Sumatra en Thailand.